# ديفيد أتيبا تشارلز
ديفيد أتيبا تشارلز (بالإنجليزية: David Atiba Charles)‏ (مواليد 29 سبتمبر 1977) هو لاعب كرة قدم. يلعب مع منتخب ترينيداد وتوباغو لكرة القدم. سبق له أن لعب في كأس العالم لكرة القدم مع منتخب بلاده.

## روابط خارجية
- ديفيد أتيبا تشارلز على موقع الاتحاد الدولي (مؤرشف)  (الإنجليزية)
- ديفيد أتيبا تشارلز على موقع قاعدة بيانات كرة القدم.إي يو (الإنجليزية)
- ديفيد أتيبا تشارلز على موقع ناشيونال فوتبول تيمز (الإنجليزية)